# Lusitano Stadium
O Lusitano Stadium, localizado em Ludlow (Massachusetts), é um estádio de 3.000 lugares construído em 1918 e atualmente usado para futebol . O estádio é de propriedade do Gremio Lusitano.
Atualmente, o Western Mass Pioneers da USL League Two e várias equipes do Gremio Lusitano mandam seus jogos no estádio.

## História
Entre 2003 e 2005, o New England Revolution jogou três jogos no estádio. 

## Inquilinos anteriores
- Ludlow Lusitano ( ASL ) (1955-1958)
- Western Mass Lady Pioneers ( W-League ) (2004 – 2009)